# Charles Despiau
Charles Alfred Marie Despiau, dit Charles Despiau, né le 4 novembre 1874 à Mont-de-Marsan et mort le 28 octobre 1946 à Paris est un sculpteur français.
S'il fut essentiellement un portraitiste à l'esprit archaïsant et aux traits simplifiés, il a aussi reçu des commandes publiques comme celle de l’Apollon pour le palais de Tokyo en 1937. Considéré de son vivant comme un nouveau Donatello, et l'égal d'Aristide Maillol, il est l'un des plus grands sculpteurs de l'entre-deux-guerres.

## Biographie
Son père se nomme Pierre Despiau et sa mère, Marie Marguerite Adélaïde Caussin. Fils et petits-fils de maîtres plâtriers, élève au lycée Victor-Duruy à Mont-de-Marsan, Charles Despiau est remarqué par son professeur de dessin, Louis Henri Ismaël Morin, dont il gardera un souvenir reconnaissant. Il s’installe à Paris en 1891, pourvu d'une bourse d'études du département des Landes, et entre à l’École nationale supérieure des arts décoratifs où il a pour professeur Hector Lemaire, puis à l’École des beaux-arts dans l’atelier du sculpteur Louis-Ernest Barrias où il apprend la taille directe sur pierre. Sa mère subvient modestement à ses besoins. Il débute au Salon en 1898 ou il est remarqué. 
En 1900, il épouse Marie Rudel, une de ses modèles. En 1901, il est admis à la Société nationale des beaux-arts dont il nommé sociétaire en 1904, année où il présente sa sculpture Petite fille des Landes. Despiau intègre  la « Bande à Schnegg », un groupe de sculpteurs qui tous ont été un moment ou un autre praticien d'Auguste Rodin. Ce groupe d'amis est surnommé « La bande à Rodin » par Camille Claudel. Lucien Schnegg, le frère de Gaston Schnegg, est l'élément moteur, et en font partie Antoine Bourdelle, Robert Wlérick, Léon-Ernest Drivier, François Pompon, Louis Dejean, Alfred Jean Halou, Charles Malfray, Auguste de Niederhausern, Élisée Cavaillon, Henry Arnold, Jane Poupelet, Yvonne Serruys, etc. Après la mort de Lucien Schnegg en 1909, le groupe continue de se réunir autour de son frère Gaston.
Charles Despiau fut membre du comité d'honneur de l'Association du foyer de l’abbaye de Royaumont.

### Praticien de Rodin

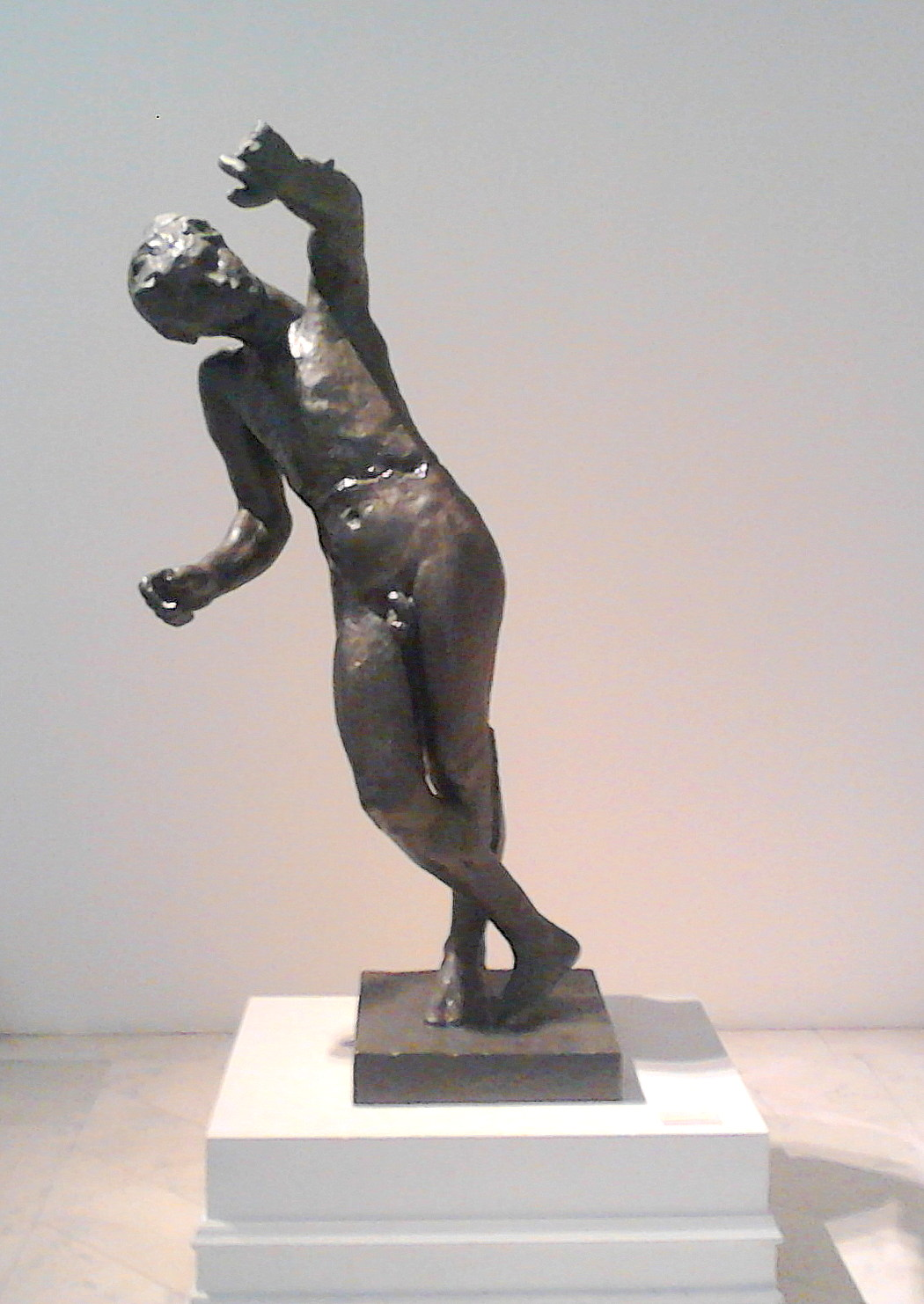
Auguste Rodin, Génie de l'éternel repos (1899), bronze, Pinacothèque de l'État de São Paulo.

En 1907, Auguste Rodin lui demande de travailler avec lui après avoir vu sa sculpture Paulette. Il débute alors son activité de praticien qui dure jusqu’en 1914, année de sa mobilisation pour la Première Guerre mondiale. Il sera contraint d'abandonner alors la taille dans le marbre que lui avait confié Rodin du Génie du repos éternel, destiné au monument commémoratif au peintre Pierre Puvis de Chavannes. Le plâtre, qui mesure deux mètres, avait nécessité la location d'un second atelier, villa Corot, où Despiau était déjà installé avec sa femme, Marie. Démobilisé après la guerre et Rodin étant mort en 1917, il refusera de terminer la taille dans le marbre du Génie, Rodin n'étant plus là pour la superviser. Le marbre inachevé est exposé dans la galerie des jardins du musée Rodin à Paris. Le plâtre du Génie, confié à Despiau par Auguste Rodin, séjournera à la villa Corot, puis sera déménagé en 1930, lorsque Charles Despiau, qui connait le succès grâce à sa première exposition-vente à New York, fait construire son atelier et sa demeure, dans le même quartier. 

### Vers une expression personnelle du portrait
Le portrait a la préférence de Despiau — ce qui ne l'empêchera pas, plus tard, de créer aussi des statues — et il expose chaque année au Salon de la Société nationale des beaux-arts. Ses portraits, fruits d’un très long travail, sont remarqués pour leur puissance plastique et leur vérité psychologique. Le buste en marbre de Paulette est exposé au Salon de 1910 puis acheté par l’État (musée de Mont-de-Marsan). Modelé d’après le visage de la jeune montoise Paule Pallus surnommée « Paulette », il dégage une grande sérénité juvénile qui en fait un des plus beaux portraits de la collection. Dans ce même esprit se situent la Petite fille des Landes (1904), Cra-Cra (1917), puis le Portrait d’Alice Derain (1922), le Buste d'Andrée Basler, fille du galeriste Adolphe Basler, enfin  Andrée Wernert (1923), fille du critique d’art Georges Wernert. Ces œuvres témoignent de l’influence que Despiau comme les frères Schnegg, Maillol, Bourdelle ou Joseph Bernard ont imprimée à la sculpture moderne qui réagit contre le lyrisme de Rodin et, surtout, l’académisme des sphères officielles.
Quelques commandes, certaines importantes, telles Circé (1912), le Monument à Aristobulo del Valle pour Buenos Aires en Argentine (1914) sont insuffisamment rémunératrices.

### Après la Guerre de 1914-1918
Engagé au service du camouflage pendant la guerre, Despiau y a rencontré beaucoup de peintres, dont André Dunoyer de Segonzac, et de sculpteurs, décorateurs de théâtre dont Georges Mouveau,  qui imaginent les décors propres à tromper l'ennemi.
Érigé par souscription, le Monument aux morts de Mont-de-Marsan (1918-1922) est à l’origine en pierre. Il est désormais conservé à Mont-de-Marsan au musée Despiau-Wlérick depuis 1981, remplacé par une copie en ciment-pierre au square des Anciens Combattants de Mont-de-Marsan où il avait été érigé à l'origine. Après un premier projet allégorique qui prévoyait la glorification d’une Victoire, Despiau établit une composition d’un grand équilibre. Le monument est flanqué, de part et d’autre, de la stèle où sont gravés les noms des victimes, de deux statues monumentales de femmes, la vieille mère et l'épouse tenant dans ses bras un bébé orphelin. Elles sont venues rendre un dernier hommage aux Montois disparus pendant le premier conflit mondial. Les deux femmes aux visages épurés expriment la souffrance dans la retenue et la dignité. La mère joint les mains, courbe le dos, comme épuisée et baisse un visage meurtri. La jeune femme, que certains identifient comme étant Jeanne Kamienska, belle-sœur du peintre Berthold Mahn, appuie doucement la tête sur le mur. L’originalité de la composition vient de l’absence de tout mouvement anecdotique ou invocation céleste, propre au goût de l'époque, ce à quoi l’artiste se refusera toute sa vie.
Despiau devient professeur à l'Académie de la Grande Chaumière, l'académie libre fondée par Antoine Bourdelle. En 1923, Despiau est membre cofondateur du Salon des Tuileries. Il connaît ses premiers succès commerciaux dès 1927. Le Réalisateur est le plâtre original d’une statue commandée en 1929 par la veuve de l’industriel luxembourgeois, Émile Mayrisch, fondateur en 1911 du puissant groupe de sidérurgie Arbed. Cette année 1927, il devient professeur à l'Académie scandinave à Montparnasse. On peut voir la statue en bronze qui en est issue dans le parc du château de Colpach (Grand-Duché du Luxembourg). Elle domine le tombeau qu’avait dessiné l’architecte Auguste Perret. Elle ne portraiture pas Émile Mayrisch lui-même mais reflète plutôt la force créative de l'homme qu'était Mayrisch. La grande exposition particulière organisée à New York à la galerie Brummer en 1927, à l'initiative de la galerie Barbazanges, lui apportera enfin gloire et fortune, et fera de lui un sculpteur reconnu aux États-Unis, puis, par ricochet, en Europe. Despiau rencontre Arno Breker qui vient travailler à Paris entre 1926 et 1932 dans l'atelier de Maillol. Despiau marquera toujours son amitié et son admiration pour le sculpteur allemand et « son art viril »

### Assia

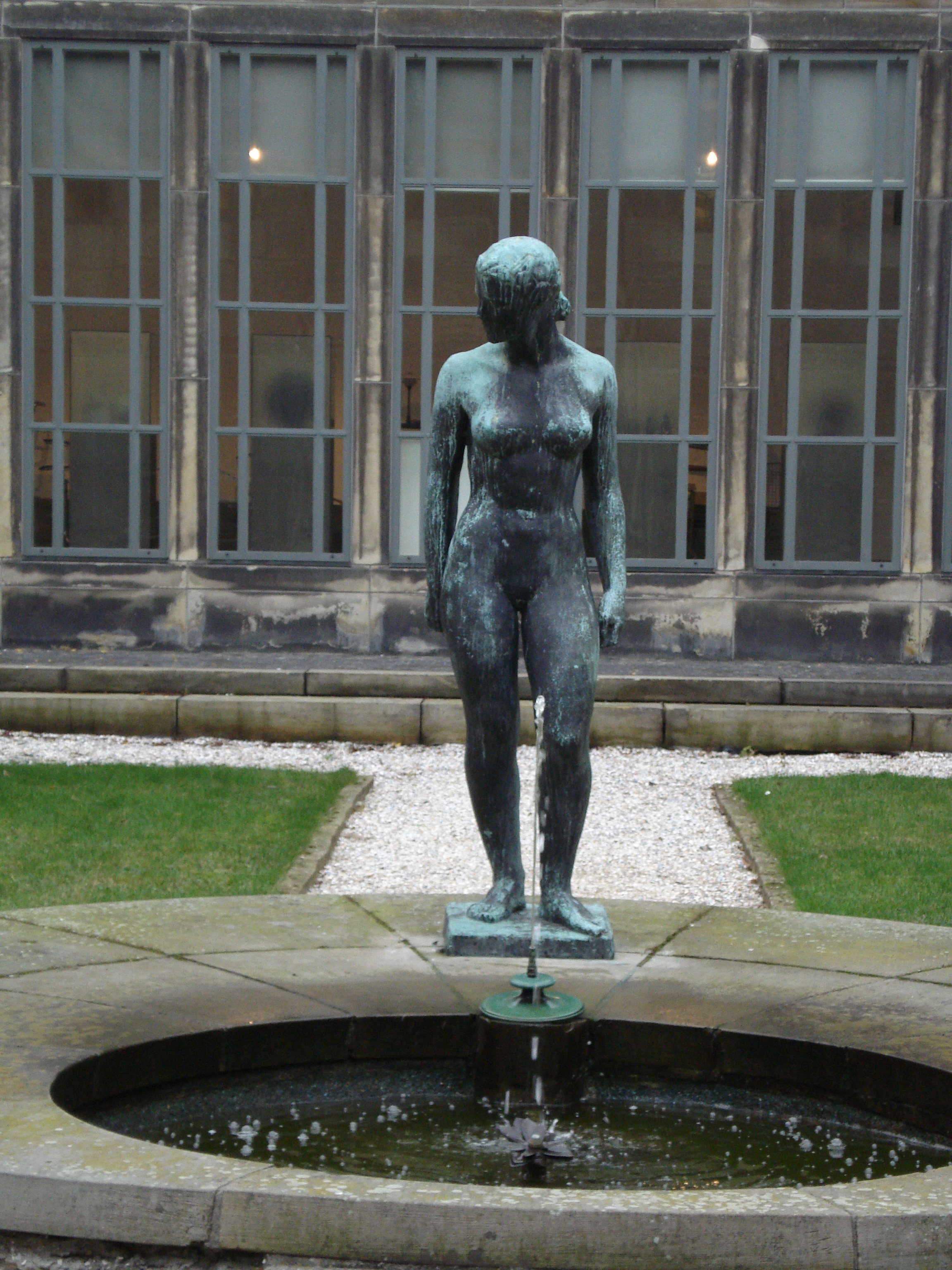
Assia (1937), Rotterdam.

À partir de 1932, la rencontre avec Assia Granatouroff, modèle professionnel que nombre d’artistes, de Dora Maar à Germaine Krull en passant par Chaïm Soutine, font régulièrement poser, permet à Despiau de sublimer le corps de la femme. La jambe gauche avance, légèrement pliée, la jambe droite, porteuse, marque une très légère asymétrie des hanches. La tête est tournée vers le côté, révélant la finesse d'un modelé délicat, les coudes sont un peu pliés et les bras, symétriques le long du corps, dégagent des lignes corporelles très pures, aux proportions idéales, où ombres et lumières mettent en valeur un modelé à la fois de longs muscles affermis par la danse et d'une grâce, d'une finesse idéales. Le visage, pourtant fini, mais volontairement comme « oublié », comme les mains et les pieds, dont les proportions affirment la beauté parfaite de l'ensemble, accentuent ainsi la volonté de mettre en lumière les formes et celle de dépouiller le sujet de tout suggestion, particulièrement érotique. Il s'en dégage à la fois la force, la beauté, la sérénité et la simplicité. Assia devient ainsi la moderne Vénus de cette Renaissance italienne, à laquelle, déjà, au début du XXe siècle un journaliste d'art avait comparé l'art de Despiau (le « Donatello du XXe siècle », disait Anatole de Monzie). Assia obéit aux canons de la « très belle » jeune fille, répondant à la conception que l'on se fait alors de l'idéal féminin. Précédant Assia, l’Ève et L’Adolescente avaient révélé, au cours des années 1920, la même pureté, la même grâce qui conféraient au nu féminin vu par Despiau une beauté délicate et chaste.

### Apollon
En 1937, Despiau reçoit la commande d’une statue colossale de six mètres de hauteur, Apollon, destinée au parvis du musée d'art moderne de la ville de Paris pour l'Exposition universelle de 1937. Cette figure occupe tant Despiau qu'il ne la livrera jamais à la ville. Il travaillera ce sujet jusqu’à la fin de sa vie (« avec, ou sans draperie ? » faisait partie des questions, par exemple, que se posait Despiau à propos de ce grand nu), sans décision définitive. L’Apollon sera fondu dans le bronze après sa mort : une réunion de certains de ses amis artistes proches tels André Dunoyer de Segonzac, Paul Belmondo, ses marchands, exécuteurs testamentaires et titulaires des droits, les époux Jacquart, et sa femme, Marie, ont décidé de faire fondre l'état de l’Apollon avec drapé, qu'ils considèrent comme l'état définitif, avant agrandissement. Le musée Despiau-Wlérick de Mont-de-Marsan conserve un exemplaire en bronze de ce dernier état mesurant 1,16 m de hauteur. La municipalité a commandé un agrandissement posthume de 2,20 m, érigé dans une rue du centre-ville.
Chef de file des sculpteurs indépendants, modeleur sensible et grand portraitiste, Despiau connaît le succès à l’étranger, notamment aux États-Unis, où son exposition personnelle à New York en novembre 1927 est suivie d’autres expositions importantes et de divers hommages de 1930 à 1948. Le Japon lui réserve également un accueil enthousiaste et, au début du XXIe siècle, il y fait encore l’objet d’une grande admiration. L'Europe ne sera pas en reste, où il expose et vend dans toutes les capitales. Il participe à l’Exposition universelle de 1937 à Paris, où il siège au comité de sélection des œuvres, et expose cinquante-deux sculptures au Petit Palais dans une salle qui lui est consacrée.

### La Seconde Guerre mondiale
Membre du Groupe Collaboration, sous la présidence de Georges Grappe, conservateur du musée Rodin, Despiau participe en novembre 1941, à un « voyage d’études » en Allemagne organisé à l'instigation d’Arno Breker par Otto Abetz, ambassadeur d'Allemagne en France, avec des peintres et de sculpteurs français, acceptant comme d'autres artistes parmi les plus renommés de partir visiter les hauts lieux de la culture allemande ainsi que des ateliers d’artistes. L’accompagnent dans ce voyage André Dunoyer de Segonzac, Paul Landowski, Henri Bouchard, Louis-Aimé Lejeune, Roland Oudot, Raymond Legueult, Paul Belmondo, mais aussi des artistes de l’avant-garde tels Kees van Dongen, Maurice de Vlaminck, André Derain et Othon Friesz. La contrepartie de ce déplacement organisé par l'occupant allemand devait être la libération d'un nombre assez important (mais non défini) de sculpteurs et de praticiens français, prisonniers de guerre. Paul Landowski, qui n'apprécie pas la personnalité de Despiau, note dans son journal en novembre 1941 : « De nous tous, les deux artistes qui ont le plus de prestige auprès des Allemands, ce sont Despiau et Derain. Conséquence d'une propagande bien menée. Un jour, un de mes interlocuteurs me dit : — J'admire énormément M. Despiau. Voulez-vous me rappeler son œuvre principale ? Je réponds : — Je suis comme vous, je ne lui en connais pas. ».
Les libérations furent faites au compte-goutte, puis Landowski protesta auprès de l'ambassadeur d'Allemagne lorsqu'elles cessèrent totalement. Il lui fut répondu que le général Giraud s'étant échappé de son camp de prisonniers de guerre, il n'était plus question de libérer quiconque. Despiau organise la rétrospective d'Arno Breker à Paris en 1942, pour lequel il rédige un livre monographique édité aux Éditions Flammarion. En 1943, il illustre Les Olympiques d'Henry de Montherlant.

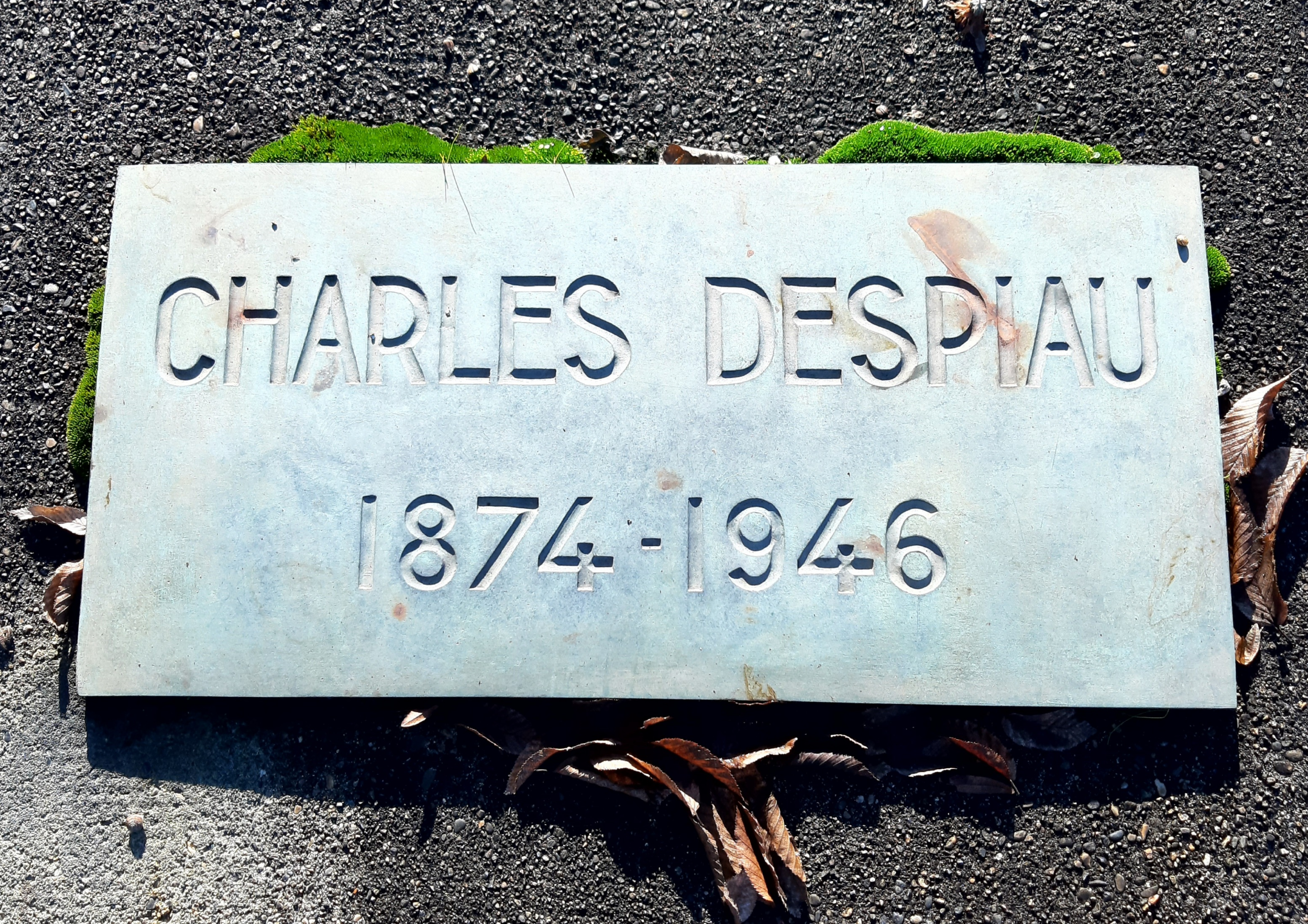
Pierre tombale de Charles Despiau au cimetière du centre de Mont-de-Marsan

Dénoncé comme collaborateur en 1944, Charles Despiau est « mis à l'index » le 4 septembre 1945 puis condamné a deux ans d'interdiction d'exposer par le comité national d’épuration des artistes peintres, dessinateurs, sculpteurs et graveurs, le 5 avril 1946, il vit alors enfermé dans son atelier parisien et meurt d'une congestion pulmonaire le 28 octobre 1946 en son domicile, au no 49, rue Brillat Savarin dans le 13e arrondissement de Paris,. Il est inhumé au cimetière du Centre de Mont-de-Marsan,.

### Influence
Ayant peu de goût pour l’enseignement, Despiau refusa d’avoir des élèves. Pourtant, tout artiste venant lui rendre visite et solliciter ses conseils recevra toujours un accueil bienveillant et chaleureux. Despiau, pourtant taciturne et effacé, est d'un enthousiasme et d'une fougue intarissables lorsqu'il s'agit de parler « métier ». C'est ainsi qu'on retrouve son influence artistique chez Charles Leplae, Henry  Arnold, Robert Wlérick, Léon-Ernest Drivier ou Paul Belmondo. Beaucoup d'autres artistes aussi, sculpteurs ou peintres, se revendiqueront ses « élèves », comme le suédois Gunnar Nilsson (1904-1995).
Le sculpteur britannique John Doubleday, né en 1947, reconnait l'influence que l'œuvre de Charles Despiau a eu sur lui.

## Publication
- Charles Despiau, Arno Breker, Paris, Flammarion, 1942.

## Œuvres dans les collections publiques
Algérie

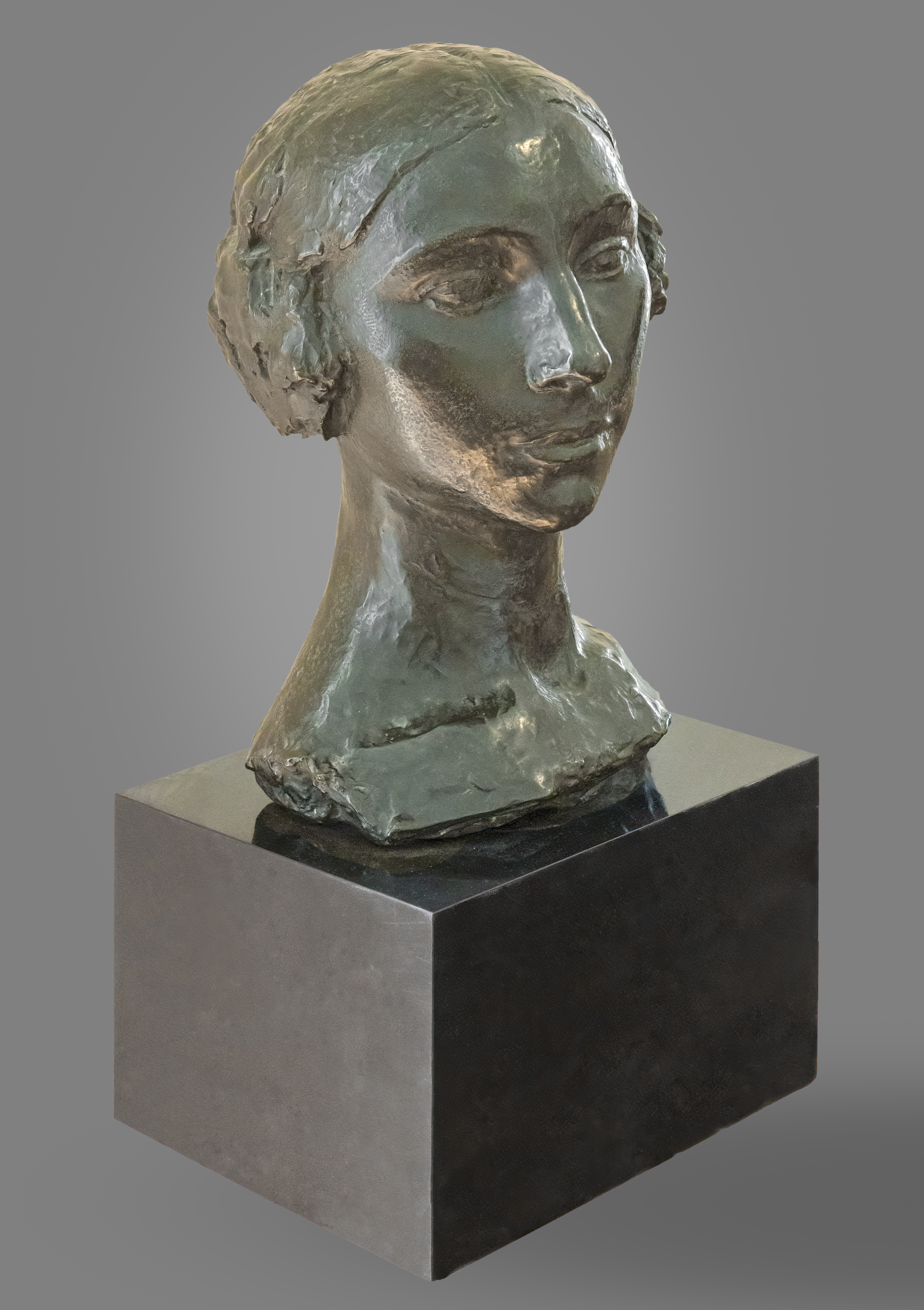
Tête de femme, Simone, Albi, musée Toulouse-Lautrec.

- Alger, musée national des Beaux-Arts.

Danemark
- Copenhague, Statens Museum for Kunst[29].

États-Unis
- Buffalo (New York) galerie d'art  Albright-Knox, Buste d'André Dunoyer de Segonzac, 1943-1944, bronze[30].
- Cambridge, musées d'Art de Harvard : Buste de Madame Henry de Waroquier, 1927, bronze, fonte Valsuani[31].
- New York, Museum of Modern Art : Buste de Madame Henry de Waroquier, 1927, bronze, fonte Valsuani.

France
- Albi, musée Toulouse-Lautrec : Tête de femme, Simone.
- Bordeaux, musée des Beaux-Arts.
- Libourne, musée des Beaux-Arts : Buste de la doctoresse Fabre.
- Mont-de-Marsan,  musée Despiau-Wlérick : inauguré en 1968, le musée de sa ville natale, Mont-de-Marsan, célèbre sa gloire et celle de son ami Robert Wlérick à travers l’exposition permanente de la collection municipale. Grâce aux dons de Marie Despiau, Raymond Farbos, Montois et grand admirateur de Charles Despiau, fondateur de l'Association des amis de Charles Despiau, est à l’origine d’une collection qui formera ensuite le début du fonds des sculptures du musée montois.
- Paris :
  - musée d'Art moderne de la ville de Paris
  - musée national d'Art moderne : fonds de 592 œuvres (sculptures et  dessins) légués par sa femme, Marie.
- Troyes, musée d'Art moderne.
- Villeneuve-sur-Lot : Monument à Georges Leygues, 1953 (architecte : Louis Süe).

Suisse
- Lausanne, musée cantonal des beaux-arts.
- Lugano, musée cantonal d'Art[32].

## Expositions

### Expositions personnelles
- Le centenaire de la naissance de Charles Despiau est célébré en 1974 au musée Rodin à Paris par une exposition qui lui est exclusivement consacrée et qui sera présentée l’année suivante dans sa ville natale, au musée Despiau-Wlérick. Cette exposition voit le jour grâce à Marcelle Kotlar (cousine germaine de Marie Despiau) et à son fils, Alain Kotlar, expert de l'œuvre de Charles Despiau pour l’Union française des experts (UFE).
- Le Japon, à Tokyo et Osaka, a honoré aussi, fréquemment, l'œuvre du maître, et organisera encore en 1997-1998 une tournée d'expositions rétrospectives de son œuvre pour le cinquantenaire de sa mort.

### Expositions collectives
- Salon des Tuileries, Paris, 1924[33].
- Grands maîtres, petits formats - Pierre Bonnard, Philippe Cara Costea, Jean Commère, Henri-Edmond Cross, Honoré Daumier, André Derain, Charles Despiau, Charles Dufresne, Raoul Dufy, André Dunoyer de Segonzac, Georges Feher, Tsugouharu Foujita, Édouard Goerg, Jean Jansem, Charles Marcon, André Marchand, Henri Matisse, André Minaux, Alain Mongrenier, Roger Mühl, Jules Pascin, Pierre-Auguste Renoir, Georges Seurat, Paul Signac, Maurice de Vlaminck, Jacques Van den Bussche, Galerie Jean-Claude Bellier, Paris, décembre 1964.

## Réception critique
- « Art profond et comme sourd, où le sculpteur a patiemment cherché, de chaque visage, le style. De même que par les grandes tempêtes la mer est calme au-dessous d'une couche d'eau toujours mine relativement à la profondeur des flots, de même, sous les agitations de la colère ou de la joie chaque visage garde un caractère constant. C'est ce caractère que Despiau veut atteindre. Et cette stabilité pure de tout romantisme accidentel donne à ses œuvres je ne sais quelle grandeur véritablement classique et fait peut-être de lui le plus étonnant des sculpteurs actuels. » - Robert Rey[33]

## Élèves
- Yann Goulet (1914-1999)
- Gunnar Nilsson (1904-1995)
- Rolf Hirschland (1907-1972)
- Ann Tiné (1916-1990)

## Hommage
Un lycée à Mont-de-Marsan porte le nom Despiau.

### Sources primaires
- Alain Kotlar, expert à l'Union française des experts (UFE) pour l'œuvre de Charles Despiau, et Jeanne Renard-Kotlar, corédactrice du catalogue raisonné de l'œuvre sculpté de Charles Despiau, à partir des archives de l'atelier Charles Despiau (dont les publications d'articles, les collections de musées et les collections particulières) et les archives, privées, de sa famille qui ont servi à la publication du catalogue général du musée Despiau-Wlérick de Mont-de-Marsan. Voir, entre autres, les archives du musée national d'Art moderne à Paris, celles du musée d'Art moderne de la ville de Paris, du musée des Beaux-Arts de Bordeaux, du musée Despiau-Wlérick à Mont-de-Marsan, du Museum of Modern Art à New York (États-Unis), celles de Genève et de Bâle (Suisse), de Bruxelles (Belgique), du musée national des Beaux-Arts d'Alger (Algérie).